# Ranoidea alboguttata
Ranoidea alboguttata is een kikker uit de familie Pelodryadidae.

## Levenswijze
Ranoidea alboguttata behoort tot de familie boomkikkers maar het is geen klimmende soort. De kikker is aan te merken als terrestrisch of bodembewonend en bevindt zich meestal ingegraven in de bodem.
De kikker heeft zich aangepast aan drogere gebieden, waar andere soorten geen kans maken. Hierdoor wordt de kikker alleen actief als het regent; in drogere perioden van soms maanden wordt ondergronds gewacht op vochtigere tijden. Er is niet veel bekend over de voortplanting, maar vermoed wordt dat alleen eitjes gelegd worden na regenval, en de eitjes worden in tijdelijke plassen en poelen gelegd. Dit heeft als voordeel dat er geen grotere roofdieren in leven zoals vissen die de larven opeten, maar na enkele weken is de plas vaak opgedroogd en alle larven die nog niet zonder water kunnen leven, drogen uit. Daarom ontwikkelen de kikkervisjes zich relatief snel; binnen drie weken heeft een eitje zich ontwikkeld tot een klein kikkertje.

## Uiterlijke kenmerken
De aanpassingen aan drogere streken zijn ook terug te vinden in de bouw; zo hebben de tenen geen zichtbare hechtschijven. Ook de snuit is niet rond zoals bij de meeste boomkikkers, maar erg spits. De kikker kan wel klimmen maar wordt ook vaak op de bodem aangetroffen. De kleur is bruin tot bruingroen met aan beide zijkanten en het midden van de rug drie duidelijk zichtbare huidplooien. De twee flankplooien lopen door tot de kop waar ze overgaan in twee groeven en aan weerszijden van de middelste rugplooi zitten donkerbruine vlekjes. Verder is de buik witgrijs en het tympanum, ook wel trommelvlies genoemd is bijna perfect rond.

## Naamgeving
De soort werd voor het eerst wetenschappelijk beschreven door Albert Carl Lewis Gotthilf Günther in 1867. Oorspronkelijk werd de wetenschappelijke naam Chiroleptes alboguttatus gebruikt. De soort werd lange tijd tot de familie boomkikkers (Hylidae) en het geslacht Litoria gerekend. In de literatuur wordt daarom vaak de verouderde situatie vermeld. De kikker behoorde lange tijd tot het inmiddels niet meer erkende geslacht Cyclorana.

## Algemeen
Ranoidea alboguttata komt voor in Australië; in het Noordelijk Territorium, de kuststrook van Queensland en in New South Wales. Deze soort houdt van graslanden en grotere open plekken in bossen; dichtbegroeide wouden zijn geen geschikt biotoop. Het is een nachtactieve soort die kleine insecten en wormen eet. De kikker wordt tijdens de schemering actief om te gaan jagen als de omstandigheden vochtig genoeg zijn.